# Christian Demand
Christian Demand (* 1960 in München) ist ein deutscher Publizist, Kunsthistoriker, Journalist und Musiker. Seit 2012 ist er Herausgeber der Zeitschrift Merkur.

## Leben
Demand wurde als Sohn von Kunsterziehern in München geboren. Sein jüngerer Bruder ist der Künstler Thomas Demand. Christian Demand studierte Philosophie und Politikwissenschaft an der LMU München und wurde 1996 an der Hochschule für Philosophie München zum Dr. phil. promoviert. 1986/87 absolvierte er eine Redakteursausbildung an der Deutschen Journalistenschule. Als Hörfunkjournalist war er beim Bayerischen Rundfunk tätig. 
Ab 2002 war Demand zunächst Lehrbeauftragter, dann Gastprofessor für Philosophie an der Universität für Angewandte Kunst Wien. 2003 habilitierte er sich in philosophischer Ästhetik. Von 2006 bis 2011 hatte er den Lehrstuhl für Kunstgeschichte an der Akademie der Bildenden Künste Nürnberg inne. 2012 wurde Demand Herausgeber der Kulturzeitschrift Merkur und trat damit die Nachfolge von Karl Heinz Bohrer und Kurt Scheel an, seit 2017 ist Ekkehard Knörer Mitherausgeber. 2015 wählte ihn die Deutsche Akademie für Sprache und Dichtung zum Mitglied. 2020 war Demand Senior Fellow am Archiv der Avantgarden in Dresden, wo er ein Projekt zum Thema Homestories verfolgte.

## Werk
Als Musiker, Sänger und Komponist veröffentlichte Demand zwischen 1986 und 1993 vier Alben und verschiedene Singles, die unter anderem von Curt Cress produziert wurden. Er arbeitete mit dem Schweizer Chansonnier Stephan Eicher zusammen.
In seiner 2003 erschienenen Habilitationsschrift Die Beschämung der Philister kritisiert Demand die Kunstkritik und versucht eine Neupositionierung mithilfe von Roland Barthes’ Begriff der „letzten Figur“. In einer Kritik in der Süddeutschen Zeitung schrieb der Kunsthistoriker Wolfgang Kemp: „Wo Demand recht hat, hat er recht. Aber er hat nicht darüber hinaus recht.“
Der Zeit-Kritiker Hanno Rauterberg schrieb in einer Besprechung seines 2010 erschienenen Buchs, es sei Demands Hauptanliegen, Missstände im zeitgenössischen Kunstbetrieb zu analysieren. „Mit polemischem Furor“ streite er „für eine Neubewertung der Kunst“. Demand schreibt in seinem 2003 erschienenen Buch über Kunstkritik: „Je professioneller der Rahmen, in dem eine Publikation zur Kunst erscheint, je näher sie den Institutionen der Kunstwelt steht, desto größer ist auch die Wahrscheinlichkeit, dass man darin auf enthusiastische Erlebnisaufsätze stößt, auf fadenscheinig ausgewaschene Formulierungen und die Simulation von Tiefsinn.“

## Bücher
- Das Problem ästhetischer Urteilsdifferenzen. Über die Möglichkeit einer philosophischen Ästhetik. Diss. Hochschule für Philosophie, München, 1996
- Die Beschämung der Philister. Wie die Kunst sich der Kritik entledigte. zu Klampen! Verlag, Springe 2003, ISBN 3-934920-32-2. (Habil.-Schrift)
- Wie kommt die Ordnung in die Kunst? zu Klampen! Verlag, Springe 2010, ISBN 978-3-86674-057-0.
- Die Invasion der Barbaren. Warum ist Kultur eigentlich immer bedroht? zu Klampen! Verlag, Springe 2014, ISBN 9783866744066.

## Diskographie
- Christian Demand, Intercord, 1986
- Wie Die Wilden, Intercord, 1988
- Wenn Du Mich Brauchst, TELDEC, 1990
- Kleine Fluchten, EastWest, 1993